# Скреперний комплекс

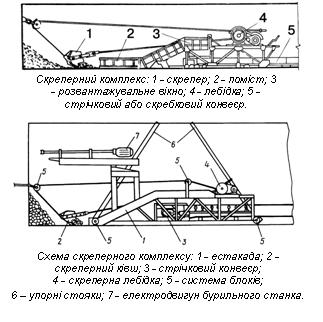

Скреперний комплекс — комплект землерийно-транспортних машин (ківшевого, ножового і навісного типів), основною машиною якого є самохідний скрепер. Крім скреперів, у С.к. в залежності від умов застосування і необхідної технології робіт входять трактори-штовкачі і автоґрейдери. Іноді для ущільнення відсипаного м'якого ґрунту до складу С.к. включають котки. Застосовують при відкритій розробці родовищ корисних копалин, масових земляних роботах як основне і допоміжне обладнання (на розкривних і видобувних роботах, при проведенні траншей, нарізуванні нових уступів, зачищенні покрівлі пластів корисних копалин і підошви уступів, для рекультиваційних робіт, планування траси доріг і т.і.). Найкращі показники роботи досягаються в інтервалі відстаней транспортування від 0,2-0,65 до 2,4-2,5 км.
Осн. переваги С.к. в порівнянні з комплексом «екскаватор — трансп. засоби»: можливість ефективної розробки територіально роз'єднаних дільниць; універсальність застосування; можливість розділення корисних копалин на сорти за рахунок пошарового укладання в спец. штабелі, а також перемішування шарів в процесі виїмки; високі темпи введення кар'єру в експлуатацію при порівняно невеликому обсягу капітальних витрат до надходження і монтажу осн. обладнання великої одиничної потужності і інш.
За кордоном на відкритих розробках широко застосовуються С.к. з самохідними колісними скреперами (швидкість руху до 70 км/год) з ковшем місткістю 10-42 м3 і дизельними двигунами потужністю до 750 кВт.